# Xã Twelve Mile Lake, Quận Emmet, Iowa
Xã Twelve Mile Lake (tiếng Anh: Twelve Mile Lake Township) là một xã thuộc quận Emmet, tiểu bang Iowa, Hoa Kỳ. Năm 2010, dân số của xã này là 156 người.